# Cárcel Pública de Pisagua
La Cárcel Pública de Pisagua fue un recinto penitenciario ubicado en Pisagua, comuna de Huara, Provincia del Tamarugal, Región de Tarapacá, Chile. Construido en 1910, fue el centro de retención más importante de la Región de Tarapacá. Fue declarado Monumento Nacional de Chile, en la categoría de Monumento Histórico, mediante el Decreto Supremo n.° 780 del 3 de diciembre de 1990. Se fijaron los límites para este y otros monumentos por medio del Decreto Exento n.° 466 del 6 de febrero de 2008.

## Historia

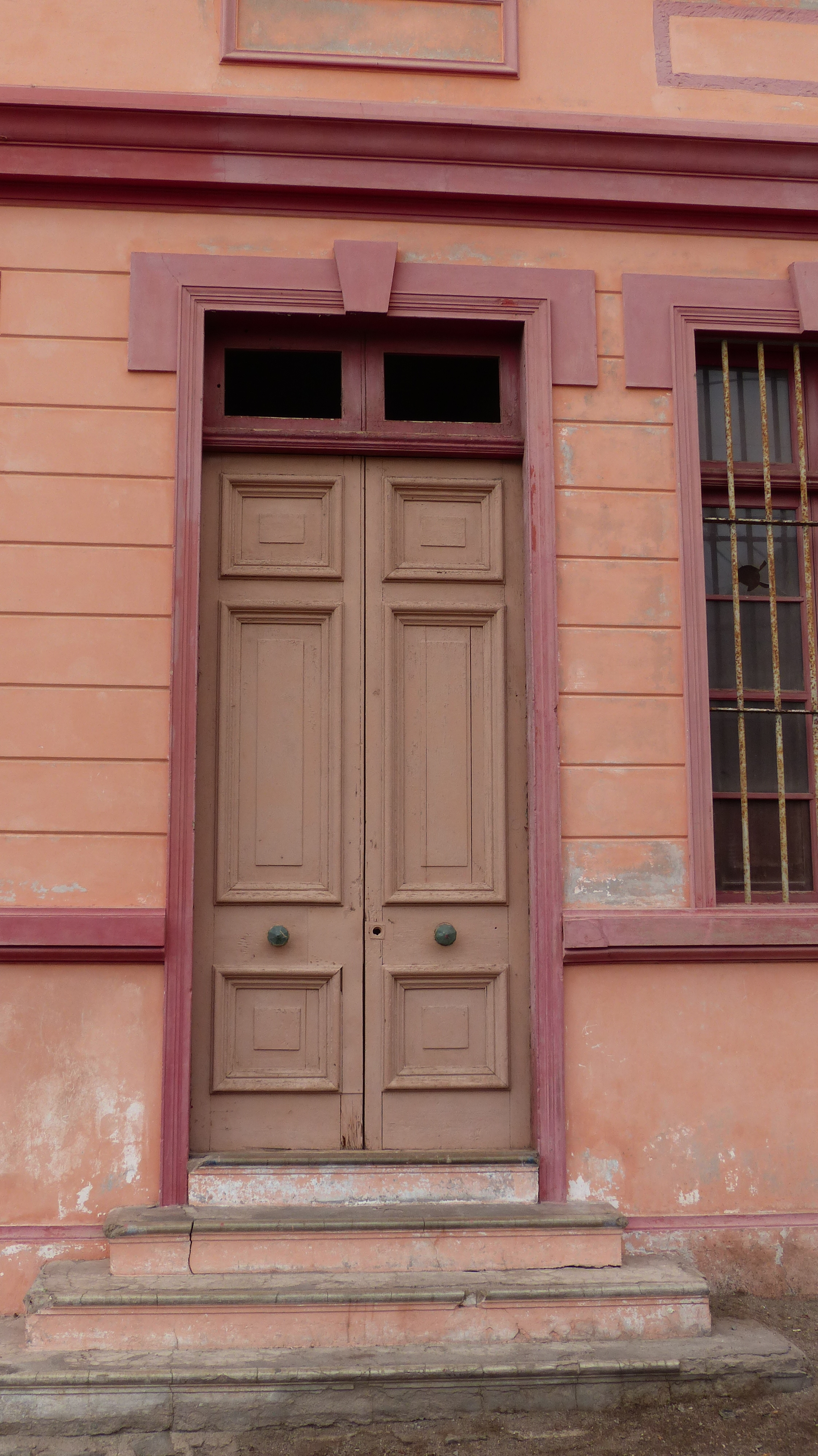
Una de las puertas de la Cárcel Pública de Pisagua.

La Cárcel Pública de Pisagua fue construida en el año 1910 con el fin de servir como penal, aprovechando la separación natural del puerto. El 18 de marzo de 1942 se habilitó en la prisión una sección denominada «Presidio Especial» destinada a albergar reos homosexuales con la finalidad de recluirlos en un solo lugar y alejados del resto de la población; dicho presidio especial fue trasladado a la localidad de Chanco el 29 de agosto de 1952.
La cárcel ha acogido a prisioneros políticos durante muchos años, en los gobiernos de Gabriel González Videla, Carlos Ibáñez del Campo y la dictadura militar. Cuando González Videla era el Presidente de Chile, se crearon nuevos asentamientos informales en los años 1947 y 1948, para alojar a los presos y sus familias, las cuales estaban autorizadas para vivir con ellos. Después, en 1956, con Ibáñez del Campo como jefe de gobierno, se albergó durante dos meses a presos políticos, que fueron dejados en libertad posteriormente. Luego, durante la dictadura militar, de nuevo la cárcel se vio ocupada por prisioneros políticos, siendo los hombres recluidos en este predio y las mujeres en el sector derecho del Teatro Municipal, parte que corresponde al mercado. Los prisioneros de guerra habitaron el Campamento de Prisioneros de Pisagua, donde actualmente se ubica el área de las bases pesqueras.
A finales de la década de 1980, la cárcel fue vendida a un particular, que más tardé la vendió a una agencia de turismo francesa. Su actual propietario es don Iván Paniagua.

## Descripción
Esta edificación de estilo neoclásico cuenta con dos pisos, una estructura de mampostería y terminaciones fabricadas con estuco y cemento.
Tras la fija de límites de 2008, el polígono protegido cuenta con 1390,24 m².